# Костиндолски валавици
Костиндолските валавици (на македонска литературна норма: Костиндолски валавици) са традиционни валавици, намиращи се в кочанското село Костин дол, Северна Македония. Валавиците са обявени за важно културно наследство на Северна Македония.
Валавиците са разположени на Бела река между Костин дол и Речани. В махалата от 40 къщи са останали само 4. Тук е запазена валавицата на Божинови с вир дълбок 2,5 m, като водата се спуска от 15 m. На десет метра е запазена още една валавица - тази на Яневи.